# عيسى عباس
عيسى عباس فالح هاشم هو لاعب كويتي في القفز الطويل، ولد في 8 يناير 1960. تنافس في دورة الألعاب الأولمبية الصيفية عام 1980.